# Список дипломатичних місій Росії

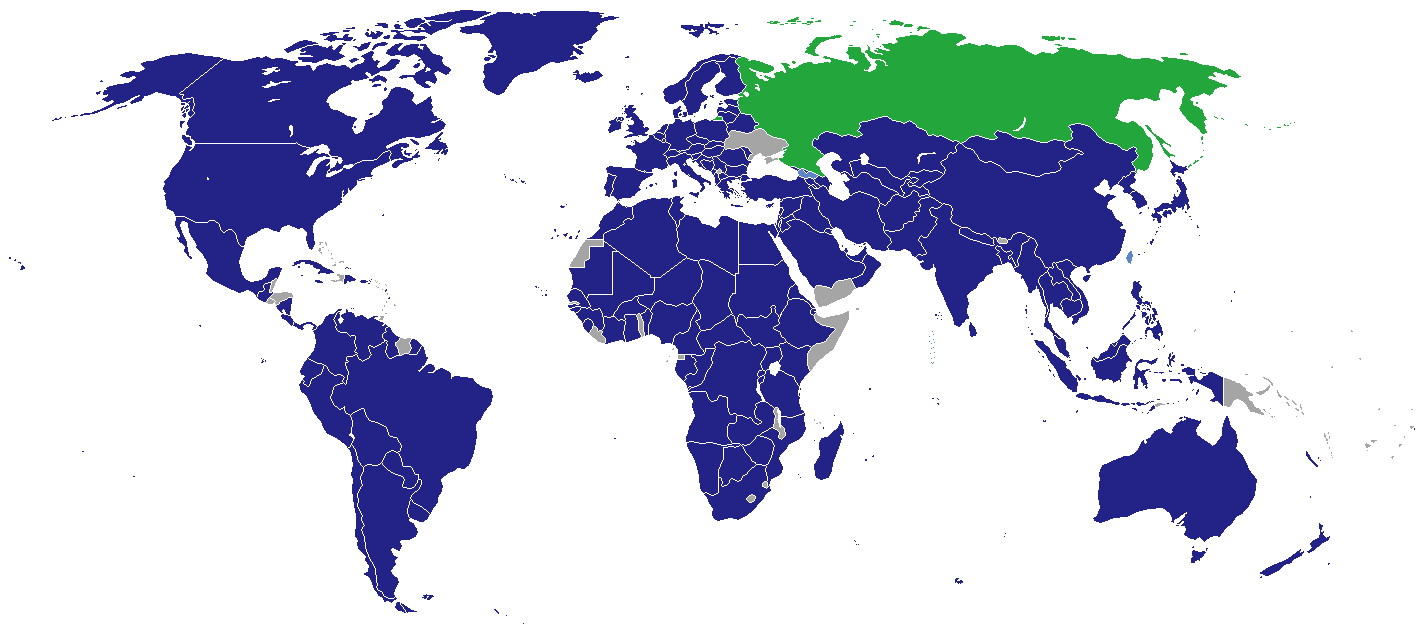
Карта дипломатичних місій Росії

Нижче наведено список дипломатичних місій Росії. Росія має одну з найбільших дипломатичних мереж у світі, яку вона успадкувала від СРСР. Посольства та консульства Росії є майже в кожній країні світу.
Після розпаду СРСР, через фінансові проблеми, Росія в 1990-х роках закрила посольства в деяких африканських країнах, Папуа Новій Гвінеї та Суринамі, успадковані від СРСР. Також, після Російсько-грузинської війни 2008 року, Грузія розірвала дипломатичні стосунки із Росією і посольство Росії в Грузії було закрите. Зараз інтереси Росії в Грузії представляє Секція інтересів Росії при посольстві Швейцарії в Грузії.

## Посольства

### Європа
- Республіка Абхазія: Сухумі
- Австрія: Відень
- Азербайджан: Баку
- Албанія: Тирана
- Бельгія: Брюссель
- Білорусь: Мінськ
- Болгарія: Софія
- Боснія і Герцеговина: Сараєво
- Ватикан: Рим
- Велика Британія: Лондон
- Вірменія: Єреван
- Греція: Афіни
- Данія: Копенгаген
- Ірландія: Дублін
- Ісландія: Рейк'явік
- Іспанія: Мадрид
- Італія: Рим
- Кіпр: Нікосія
- Латвія: Рига
- Литва: Вільнюс
- Люксембург: Люксембург
- Північна Македонія: Скоп'є
- Мальта: Валлетта
- Молдова: Кишинів
- Нідерланди: Гаага
- Німеччина: Берлін
- Норвегія: Осло
- Польща: Варшава
- Португалія: Лісабон
- Румунія: Бухарест
- Сан-Марино: Сан-Марино
- Сербія: Белград
- Словаччина: Братислава
- Словенія: Любляна
- Туреччина: Анкара
- Угорщина: Будапешт
- Україна: Київ (Посольство Росії в Україні)
- Фінляндія: Гельсінкі
- Франція: Париж
- Хорватія: Загреб
- Чехія: Прага
- Чорногорія: Подгориця
- Швейцарія: Берн (Посольство Росії)
- Швеція: Стокгольм

### Азія
- Афганістан: Кабул
- Багамські Острови: Манама
- Бангладеш: Дакка
- Бруней: Бандар-Сері-Бегаван
- В'єтнам: Ханой
- Ємен: Сана
- Ізраїль: Тель-Авів
- Індія: Нью-Делі
- Індонезія: Джакарта
- Ірак: Багдад
- Іран: Тегеран
- Йорданія: Амман
- Казахстан: Астана
- Камбоджа: Пномпень
- Катар: Доха
- Киргизстан: Бішкек
- КНР: Пекін
- Кувейт: Кувейт
- Лаос: В'єнтьян
- Ліван: Бейрут
- Малайзія: Куала-Лумпур
- Монголія: Улан-Батор
- М'янма: Янгон
- Непал: Катманду
- ОАЕ: Абу-Дабі
- Оман: Маскат
- Пакистан: Ісламабад
- Південна Корея: Сеул
- Північна Корея: Пхеньян
- Саудівська Аравія: Ер-Ріяд
- Сирія: Дамаск
- Сінгапур: Сінгапур
- Таджикистан: Душанбе
- Таїланд: Бангкок
- Туркменістан: Ашгабат
- Узбекистан: Ташкент
- Філіппіни: Маніла
- Шрі-Ланка: Коломбо
- Японія: Токіо

### Північна та Південна Америка
- Аргентина: Буенос-Айрес
- Болівія: Ла-Пас
- Бразилія: Бразиліа
- Венесуела: Каракас
- Гаяна: Джорджтаун
- Гватемала: Гватемала
- Еквадор: Кіто
- Канада: Оттава
- Колумбія: Богота
- Коста-Рика: Сан-Хосе
- Куба: Гавана
- Мексика: Мехіко
- Нікарагуа: Манагуа
- Панама: Панама
- Парагвай: Асунсьйон
- Перу: Ліма
- США: Вашингтон
- Уругвай: Монтевідео
- Чилі: Сантьяго
- Ямайка: Кінгстон

### Африка
- Алжир: Алжир
- Ангола: Луанда
- Бенін: Котону
- Ботсвана: Габороне
- Бурунді: Бужумбура
- Габон: Лібревіль
- Гана: Аккра
- Гвінея: Конакрі
- Гвінея-Бісау: Бісау
- Джибуті: Джибуті
- ДР Конго: Кіншаса
- Еритрея: Асмера
- Ефіопія: Аддис-Абеба
- Єгипет: Каїр
- Замбія: Лусака
- Зімбабве: Хараре
- Кабо-Верде: Прая
- Камерун: Яунде
- Кенія: Найробі
- Кот-д'Івуар: Абіджан
- Лівія: Триполі
- Маврикій: Порт-Луї
- Мавританія: Нуакшот
- Мадагаскар: Антананаріву
- Малі: Бамако
- Марокко: Рабат
- Мозамбік: Мапуту
- Намібія: Віндгук
- Нігерія: Лагос
- ПАР: Преторія
- Республіка Конго: Браззавіль
- Руанда: Кігалі
- Сейшельські Острови: Вікторія
- Сенегал: Дакар
- Судан: Хартум
- Танзанія: Дар-ес-Салам
- Туніс: Туніс
- Уганда: Кампала
- Центральноафриканська Республіка: Бангі
- Чад: Нджамена

### Австралія та Океанія
- Австралія: Канберра
- Нова Зеландія: Веллінгтон

## Генеральні консульства

### Європа
- Австрія: Зальцбург
- Бельгія: Антверпен
- Білорусь: Берестя
- Болгарія: Варна
- Болгарія: Русе
- Велика Британія: Единбург
- Вірменія: Ґюмрі
- Греція: Салоніки
- Естонія: Нарва
- Іспанія: Барселона
- Італія: Генуя
- Італія: Мілан
- Італія: Палермо
- Латвія: Даугавпілс
- Латвія: Лієпая
- Литва: Клайпеда
- Німеччина: Бонн
- Німеччина: Гамбург
- Німеччина: Лейпциг
- Німеччина: Мюнхен
- Німеччина: Франкфурт-на-Майні
- Норвегія: Кіркенес
- Норвегія: Баренцбург (консульство)
- Польща: Гданськ
- Польща: Краків
- Польща: Познань
- Румунія: Констанца
- Туреччина: Анталья
- Туреччина: Стамбул
- Туреччина: Трабзон
- Угорщина: Дебрецен
- Україна: Львів
- Україна: Одеса
- Україна: Харків
- Фінляндія: Турку
- Фінляндія: Марієгамн (консульство)
- Франція: Марсель
- Франція: Страсбург
- Чехія: Брно
- Чехія: Карлові Вари
- Швейцарія: Женева
- Швеція: Гетеборг

### Азія
- Афганістан: Мазарі-Шариф
- Бангладеш: Читтагонг
- В'єтнам: Дананг
- В'єтнам: Хошимін
- Ємен: Аден
- Ізраїль: Хайфа
- Індія: Колката
- Індія: Мумбаї
- Індія: Ченнаї
- Ірак: Ербіль
- Іран: Ісфаган
- Іран: Решт
- Казахстан: Алмати
- Казахстан: Уральськ
- Киргизстан: Ош
- КНР: Гонконг
- КНР: Гуанчжоу
- КНР: Шанхай
- КНР: Шеньян
- Монголія: Дархан
- Монголія: Ерденет
- ОАЕ: Дубай
- Пакистан: Карачі
- Південна Корея: Пусан
- Північна Корея: Чхонджін
- Саудівська Аравія: Джидда
- Сирія: Алеппо
- Таджикистан: Худжанд
- Японія: Ніїґата
- Японія: Осака
- Японія: Саппоро

### Інші
- Австралія: Сідней
- Алжир: Аннаба
- Бразилія: Ріо-де-Жанейро
- Бразилія: Сан-Паулу
- Єгипет: Александрія
- Канада: Монреаль
- Канада: Торонто
- Куба: Гавана
- Марокко: Касабланка
- ПАР: Кейптаун
- США: Нью-Йорк
- США: Сан-Франциско
- США: Сіетл
- США: Х'юстон

## Інші представництва в країнах
- Грузія: Тбілісі — секція інтересів Росії при посольстві Швейцарії
- Естонія: Тарту — канцелярія консульського відділу
- Нігерія: Абуджа — представництво
- Палестина: Рамалла — представництво
- Туркменістан: Туркменбаші — консульський пункт
- Японія: Хакодате — відділення генерального консульства

## Акредитовані посольства
| Посольство                       | Акредитоване в                                              |
| -------------------------------- | ----------------------------------------------------------- |
| Австралія                        | Вануату Науру Фіджі                                         |
| Ангола                           | Сан-Томе і Принсіпі                                         |
| Бенін                            | Того                                                        |
| Бразилія                         | Суринам                                                     |
| Венесуела                        | Домініканська Республіка Гаїті                              |
| Гана                             | Ліберія                                                     |
| Гаяна                            | Тринідад і Тобаго Сент-Вінсент і Гренадини Гренада Барбадос |
| Гвінея                           | Сьєрра-Леоне                                                |
| Зімбабве                         | Малаві                                                      |
| Індонезія                        | Східний Тимор Кірибаті Папуа Нова Гвінея                    |
| Іспанія                          | Андорра                                                     |
| Італія                           | Сан-Марино                                                  |
| Камерун                          | Екваторіальна Гвінея                                        |
| Кот-д'Івуар                      | Буркіна-Фасо                                                |
| Куба                             | Багамські Острови                                           |
| Мадагаскар                       | Коморські Острови                                           |
| Малайзія                         | Бруней                                                      |
| Малі                             | Нігер                                                       |
| Мексика                          | Беліз                                                       |
| Мозамбік                         | Есватіні                                                    |
| Нікарагуа                        | Гондурас Сальвадор                                          |
| Нова Зеландія                    | Самоа Тонга                                                 |
| ПАР                              | Лесото                                                      |
| Сенегал                          | Гамбія                                                      |
| Уганда                           | Південний Судан                                             |
| Філіппіни                        | Палау                                                       |
| Швейцарія                        | Ліхтенштейн                                                 |
| Шрі-Ланка                        | Мальдіви                                                    |
| Ямайка                           | Антигуа і Барбуда Домініка                                  |
| Генеральне консульство в Марселі | Монако                                                      |
| Ватикан                          | Мальтійський орден                                          |
| США                              | Організація Американських Держав                            |
| Єгипет                           | Ліга арабських держав                                       |
| Уругвай                          | Асоціація латиноамериканської інтеграції                    |
| Угорщина                         | Дунайська комісія                                           |

## Постійні представництва в міжнародних організаціях
- Організація Об'єднаних Націй: Нью-Йорк
- Організація Об'єднаних Націй: Відень
- Організація Об'єднаних Націй: Женева
- Організація Об'єднаних Націй: Найробі
- Економічна і соціальна комісія ООН з Азії та Тихоокеанського регіону: Бангкок
- ЮНЕСКО: Париж
- Продовольча та сільськогосподарська організація ООН: Рим
- Співдружність Незалежних Держав: Мінськ
- Європейський Союз та Євратом: Брюссель
- Рада Європи: Страсбург
- НАТО: Брюссель
- Організація з безпеки і співробітництва в Європі: Відень
- Організація із заборони хімічної зброї: Гаага
- Асоціація держав Південно-Східної Азії: Джакарта
- Організація Ісламського співробітництва: Джидда